# Vanjska obavještajna služba (Rusija)
Vanjska obavještajna služba (rus.: Слу́жба вне́шней разве́дки Российской Федерации, Služba vnješnjej razvjedki Rossijskoj Federaciji, SVR) je obavještajna služba Ruske Federacije zadužena za djelovanje u inozemstvu. SVR je nastao kao sljednik Prve glavne uprave KGB-a u prosincu 1991. godine. Sjedište SVR-a je u okrugu Jasenovo u Moskvi.
SVR je dio ruske obavještajne zajednice zajedno sa sigurnosnom službom FSB i vojnom obavještajnom službom GRU.

## Ustroj
Vanjska obavještajna služba je podijeljena na:
- Ravnatelj SVR-a
- Savjetodavno vijeće
- Savjet
- Prvi zamjenik ravnatelja Vanjske obavještajne službe
- Državni tajnik
- Ured za odnose s javnošću i medije (Ured za tisak)
- Ured ravnatelja
  - Odjel za protokol
- Zamjenik ravnatelja za osoblje
- Zamjenik ravnatelja za znanost
  - Uprava za znanstveno i tehnološko obavještajno djelovanje
  - Uprava za operativu
  - Uprava za informatiku
  - Akademija za vanjsko obavještajno djelovanje Vanjske obavještajne službe
- Zamjenik ravnatelja
  - Operativni odjeli
- Zamjenik ravnatelja za logistiku
  - Rad i podrška servisa
- Uprava za analizu i informacije
- Uprava za vanjsko protuobavještajno djelovanje
- Uprava za gospodarsko obavještajno djelovanje

Djeluje i Savjet Vanjske obavještajne službe Rusije, koji uključuje zamjenike ravnatelja i voditelje odjela.

## Ravnatelji
| Ravnatelj            | Razdoblje     |
| -------------------- | ------------- |
| Jevgenij Primakov    | 1991. – 1996. |
| Vjačaslav Trubnjikov | 1996. – 2000. |
| Sergej Lebedev       | 2000. – 2007. |
| Mihail Fradkov       | 2007. – 2016. |
| Sergej Nariškin      | 2016. -       |

## Poveznice
- FSB, sigurnosna služba Ruske Federacije
- GRU, vojna obavještajna služba Ruske Federacije
- BND, njemačka obavještajna služba
- CIA, američka obavještajna služba
- DGSE, francuska obavještajna služba
- MI6, britanska obavještajna služba
- Mossad, izraelska obavještajna služba
- SOA, hrvatska sigurnosno-obavještajna služba

## Vanjske poveznice
- Službena stranica